# Antebellum

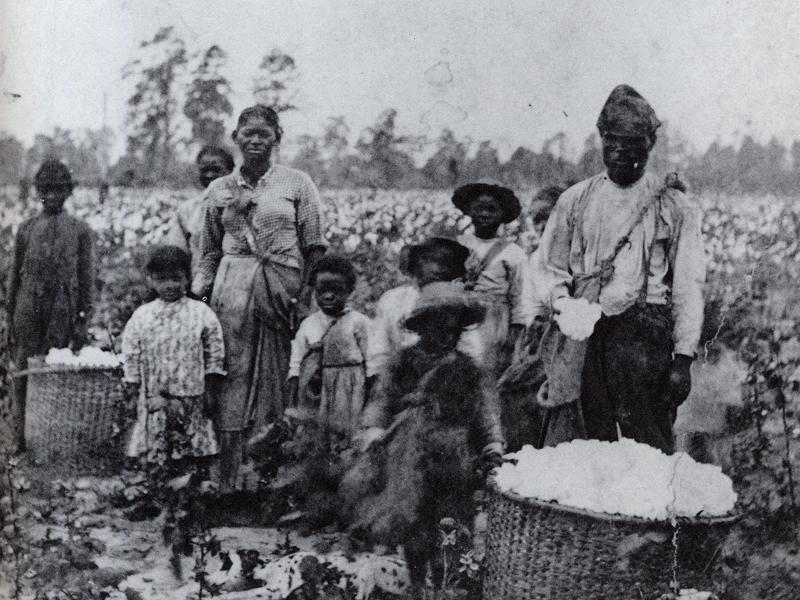
Uma família de escravos na Geórgia. Negros escravizados eram, em meados da década de 1850, cerca de 14% da população total dos Estados Unidos.

Antebellum é uma palavra latina que significa "antes da guerra". Na história do Sul dos Estados Unidos, o período antebellum se deu desde o final da Guerra de 1812 até o começo da Guerra Civil Americana em 1861. O "sul antes da guerra" (ou Antebellum South) foi caracterizado pela expansão e uso da escravidão nos Estados Unidos e a cultura sulista que cercou esta instituição. À medida que a era avançava, os intelectuais e líderes do sul gradualmente mudaram sua visão e retratação da escravidão como uma instituição embaraçosa e temporária para uma defesa desse sistema como um bem positivo e criticaram duramente o nascente movimento abolicionista.
A economia sulista era em grande parte baseada em plantações e dependente de exportações. A sociedade era estratificada, desigual e percebida pelos imigrantes como carente de oportunidades. Consequentemente, a base manufatureira ficou atrás dos estados não escravistas no Norte. A desigualdade de riqueza cresceu à medida que os grandes proprietários de terras recebiam a maior parte dos lucros gerados pelos escravos, o que também ajudava a consolidar seu poder como classe política.
Conforme o país expandia-se para o oeste, a propagação da escravidão tornou-se uma questão importante na política nacional, posteriormente transbordando para uma guerra civil. Nos anos seguintes, este período foi questionado por revisionistas históricos para proteger três afirmações centrais: que os Estados Confederados lutaram por uma causa heróica, que as pessoas escravizadas eram felizes e satisfeitas em sua condição e que a escravidão não foi a causa primária da guerra. Esse fenômeno continuou a influenciar o racismo, papéis de gênero e as atitudes religiosas no Sul e, em menor grau, no resto do país, até os dias atuais.